# Фремо, Луи
Луи Жозеф Феликс Фремо́ (фр. Louis Joseph Félix Frémaux; 13 августа 1921, Эр-сюр-ла-Лис — 20 марта 2017, Блуа) — французский дирижёр.

## Биография
Сын художника и учительницы музыки. Начал своё музыкальное образование в консерватории Валансьена, однако обучение было прервано Второй мировой войной, в последние годы которой Фремо участвовал в Движении Сопротивления. По окончании войны завербовался в Иностранный легион и в 1945—1946 годах служил во Вьетнаме. Затем вернулся во Францию и в 1952 году окончил Парижскую консерваторию, где учился у Луи Фурестье и Жака Шайи.
После консерватории карьера Фремо должна была продолжиться в Опере Монте-Карло, однако он был вновь призван в Иностранный легион и некоторое время в офицерском чине служил в Алжире во время Алжирской войны. Однако затем благодаря усилиям князя Монако Ренье III Фремо получил возможность демобилизоваться и в 1957—1965 годах возглавлял оркестр Оперы Монте-Карло. Журналисты не раз замечали, что опыт командования элитным войсковым подразделением служил Фремо подспорьем в работе с музыкальными коллективами, в том числе не слишком дисциплинированными. Во главе оперы Монте-Карло он добился заметных успехов, в том числе и за пределами собственно оперной сцены (так, в 1964 году оркестр оперы во главе с Фремо исполнил премьеру Sinfonia Sacra Анджея Пануфника). В этот же период Фремо осуществил ряд записей барочной музыки, в том числе два диска с сочинениями Андре Кампра, которые внесли большой вклад в возвращение этого композитора из забвения.
В 1969 году Фремо возглавил сразу два коллектива. С одной стороны, он стал первым руководителем Симфонического оркестра региона Рона-Альпы в Лионе и работал с ним на протяжении двух сезонов. С другой стороны, в Англии он встал у руля Симфонического оркестра Бирмингема и возглавлял его вплоть до 1978 года; в Бирмингеме Фремо значительно поднял уровень и репутацию оркестра, провёл с ним ряд гастролей (в том числе по Восточной Европе), пропагандировал французскую музыку (и вызвал восторг критики уже на первом своём концерте с оркестром, включив в программу британскую премьеру «Пяти метабол» Анри Дютийё), много работал с британскими композиторами-современниками — особенное признание получила работа Фремо с музыкой Джона Маккейба, в том числе премьера его «Ноктюрнов» (1970). Многочисленные записи бирмингемского оркестра во главе с Фремо составили комплект из 12 дисков, выпущенный в 2017 году сразу после смерти дирижёра. В конце десятилетия Фремо, однако, его работа была омрачена серией конфликтов с музыкантами по организационным вопросам, а последовавшие за его отставкой два десятилетия работы в Бирмингеме Саймона Рэттла несколько отодвинули в тень заслуги Фремо.
Покинув Бирмингем, Фремо в 1979—1982 гг. возглавлял Сиднейский симфонический оркестр, а затем ещё много лет работал с ним в качестве приглашённого дирижёра. В Австралии он также запомнился, прежде всего, французским и английским репертуаром — Органной симфонией Камиля Сен-Санса, Симфонией Жоржа Бизе, Первой симфонией Уильяма Уолтона; в то же время под управлением Фремо состоялась премьера «Мангрового дерева» Питера Скалторпа (1979). Он также дирижировал многими британскими оркестрами, особенно с французским репертуаром.
Помимо военных орденов, Фремо был удостоен Ордена Почётного легиона (1969). 
Он был дважды женат и от разных браков имел пятерых детей.